# Vilismán
Vilismán är en ort i Argentina.   Den ligger i provinsen Catamarca, i den norra delen av landet, 1 000 km nordväst om huvudstaden Buenos Aires. Vilismán ligger 946 meter över havet och antalet invånare är 112.
Terrängen runt Vilismán är kuperad åt sydväst, men åt nordost är den platt. Trakten runt Vilismán är nära nog obefolkad, med mindre än två invånare per kvadratkilometer.. Närmaste större samhälle är Guayamba, 17,3 km norr om Vilismán.
I omgivningarna runt Vilismán växer i huvudsak lövfällande lövskog.